# Лебедев, Александр Сергеевич (милиционер)
Александр Сергеевич Лебедев (1966—2000) — сотрудник Министерства внутренних дел Российской Федерации, старшина милиции, погиб при исполнении служебных обязанностей, кавалер ордена Мужества (посмертно).

## Биография
Александр Сергеевич Лебедев родился 16 января 1966 года в городе Костроме. В январе 1992 года поступил на службу в органы Министерства внутренних дел Российской Федерации. Служил милиционером-водителем в 1-й роте по охране объектов пульта централизованной охраны, входящей в батальон милиции отдела вневедомственной охраны при Управлении внутренних дел города Костромы.
Ночью 29 октября 2000 года Лебедев с группой сотрудников вневедомственной охраны выехал на вызов. На площади Мира, в здании Костромского цирка, где в то время проходила дискотека, осуществляла противоправные действия группа молодых людей, нарушающих общественный порядок в состоянии сильного алкогольного опьянения. При попытке задержания подростков Лебедев был получил тяжёлое колото-резаное ранение в грудь. Старшина милиции был отправлен в ближайшую больницу, однако по дороге в неё скончался от острой кровопотери.
Похоронен в Костроме.
Указом Президента Российской Федерации старшина милиции Александр Сергеевич Лебедев посмертно был удостоен ордена Мужества.

## Память
- В честь Лебедева названа одна из улиц города Костромы[4].
- Навечно зачислен в списки личного состава своего подразделения Приказом Министра внутренних дел России.
- Имя Лебедева присвоено автомобилю отдела вневедомственной охраны по городу Костроме, право на нём получает ездить лучший экипаж.
- В память о Лебедеве установлена мемориальная доска[5].